# إيرنيستو رييس (لاعب كرة الريشة)
إيرنيستو رييس (بالإسبانية: Ernesto Reyes)‏ هو لاعب كرة الريشة كوبي، ولد في 10 سبتمبر 1992.

## وصلات خارجية
- إيرنيستو رييس على موقع BWF.tournamentsoftware.com (الإنجليزية)
- إيرنيستو رييس على موقع BWFbadminton.com (الإنجليزية)